# Schule Meyenburger Damm 10
Die ehemalige Schule Meyenburger Damm 10 in der niedersächsischen Gemeinde Schwanewede, Ortsteil Meyenburg, stammt vom Anfang des 20. Jahrhunderts. Aktuell (2025) wird sie als Praxis und durch die Kirchengemeinde der gegenüber stehenden Kirche St. Luciae genutzt.
Das Gebäude steht wie der Ortskern unter Denkmalschutz (siehe auch Liste der Baudenkmale in Schwanewede).

## Geschichte und Beschreibung
In einer Urkunde von 1309 werden die Rechte an eine von der Bürgerschaft der Stadt Bremen gemeinsam mit den Grafen von Stotel, Delmenhorst und Oldenburg und einigen Adelsfamilien der Region erbauten Burg festgelegt. Der älteste Siedlungsbereich zwischen der Burg und dem Geestrand besteht aus dem Meyenburger Damm mit ortstypischem Querschnitt und Kopfsteinpflaster sowie seitlicher Begrenzung durch die Laubbäume der Höfe sowie Hecken und wenige Einfriedungen sowie den giebelständigen großen Wohn- und Wirtschaftsgebäuden und Hofanlagen, zumeist in Backstein (Nr. 1, 3, 4, 7, 8, 14 bis 16, 20, 27) sowie Kirche St.-Luciae (Nr. 9), Friedhof (Nr. 9), Pfarrhaus (Nr. 11), Schule (Nr. 10) und Gasthaus (Nr. 5).
Das eingeschossige traufständige Gebäude in Backstein mit ziegelgedecktem Satteldach mit Gaube wurde um 1900 gebaut. Die symmetrische neunachsige Straßenfassade erhielt segmentbogenförmige Öffnungen und ein markantes verkröpftes Traufgesims, das auch die Giebel zweifach teilt.
Die Grundschule Meyenburg steht aktuell am Struckberg 20.